# Currans
Currans (irl. Na Coirríní) – wieś w hrabstwie Kerry w Irlandii. Znajduje się około 4 km na północ od Farranfore i 8,5 km na południowy zachód od Castleisland. Przez wieś przepływa rzeka Maine.
Populacja miejscowości powoli lecz systematycznie wzrasta. W 1996 wynosiła 221 osób, w 2002 237 osób, a w 2006 258 osób.